# Oberea infragrisea
Oberea infragrisea là một loài bọ cánh cứng trong họ Cerambycidae.